# 입법부

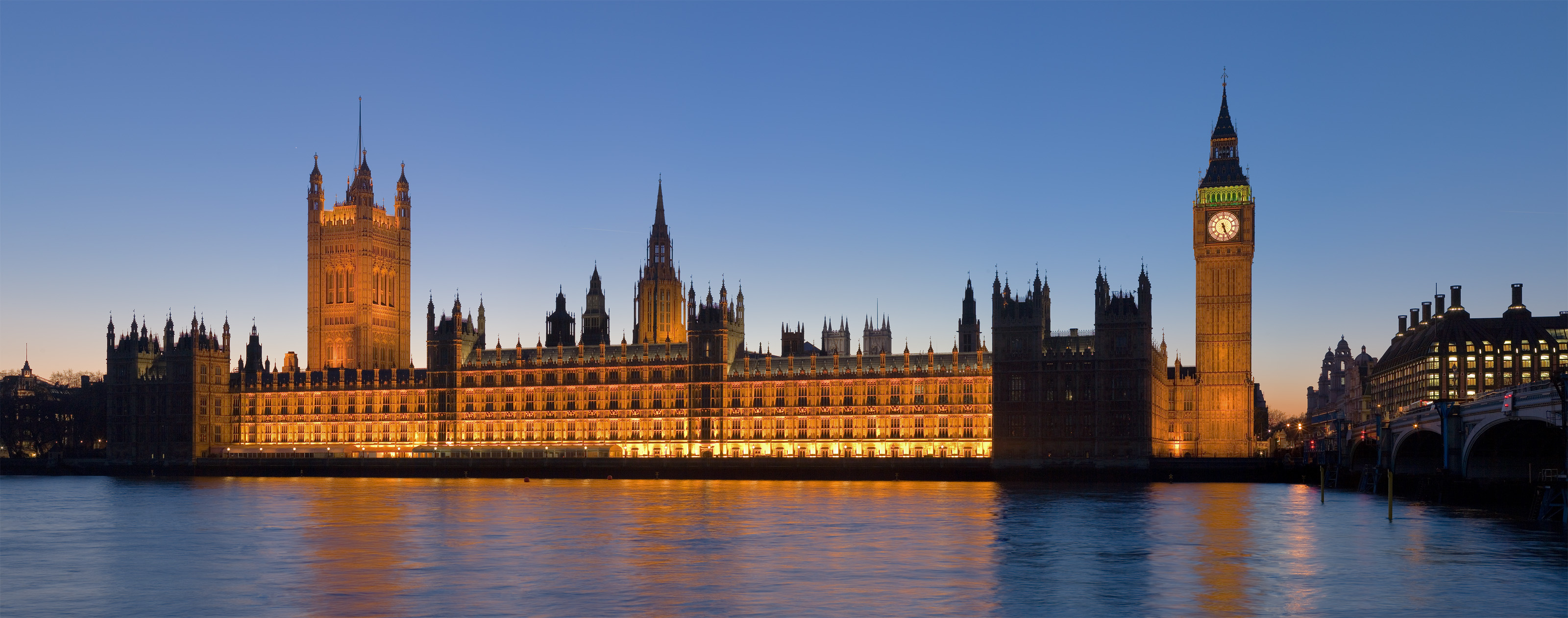
영국의 국회의사당

입법부(立法府, 문화어: 립법부, 영어: legislature, 프랑스어: pouvoir législatif)는 법률이나 조례 등을 제정하거나 수정 또는 폐기하는 중앙정부 혹은 지방정부 제도 기관(制度 機關)이다. 행정부, 사법부와 함께 국가의 주요 기능을 담당한다. 근데 민주주의 정치는 권력을 독점하는 것을 막기 위해 입법권, 행정권, 사법권을 서로 견제하는 세 개의 국가 기관에 분리하여 부여하는 것을 원칙으로 하고 있다. 이러한 권력의 분리와 견제를 삼권분립의 원칙이라 한다.

## 의미
입법기관은 광의로는 법률제정에 참여하는 권한을 가진 국가기관을 통틀어 이르는 말이다. 

## 나라별 입법부 명칭
입법부는 나라마다 부르는 명칭이 다르다. 나라에 따른 명칭은 아래와 같다.
- 뉴질랜드 - 의회(Parliament)
- 대한민국 - 국회(國會, National Assembly)
- 독일 - 의회(독일 연방 공화국 의회, Parlament der Bundesrepublik Deutschland)
  - 상원(연방상원, Bundesrat)
  - 하원(연방의회, Bundestag)
- 루마니아 - 루마니아 의회(Parlamentul României)
  - 상원(루마니아 원로원, Senatul României)
  - 하원(루마니아 대의원, Camera Deputaţilor din România)
- 미국 - 의회(미국 연방의회, Congress of the United States)
  - 상원(United States Senate)
  - 하원(United States House of Representatives)
- 브라질 - 의회(국민의회, Congresso Nacional)
  - 상원(연방 상원,Senado Federal)
  - 하원(Câmara dos Deputados)
- 아이슬란드 - 의회(아이슬란드 전도의회, Alþingi)
- 아르헨티나 - 의회(아르헨티나 연방의회, Congreso de la Nación Argentina)
  - 연방 상원(Senado)
  - 연방 하원(Cámara de Diputados)
- 영국 - 의회(Parliament)
  - 상원-귀족원(House of Lords)
  - 하원-서민원(House of Commons)
- 오스트레일리아 - 오스트레일리아 연방의회(Parliament of Australia)
  - 상원(Senate)
  - 하원(House of Representatives)
- 이탈리아 - 이탈리아 의회(Parlamento italiano)
  - 상원(Camera dei Deputati)
  - 하원(Senato della Repubblica)
- 일본 - 국회(National Diet)
  - 상원 - 참의원(House of Councillors)
  - 하원 - 중의원(House of Representatives)
- 중화민국 - 입법원
- 중화인민공화국 - 전국인민대표대회(National People's Congress)
- 칠레 - 국민의회(Congreso Nacional)
  - 상원(Senado)
  - 하원(Cámara de Diputados)
- 캐나다 - 캐나다 의회(영어: Parliament of Canada, 프랑스어: Parlement du Canada)
  - 상원(영어: Senate of Canada 프랑스어: Sénat du Canada)
  - 하원(영어: House of Commons of Canada 프랑스어: Chambre des communes du Canada)
- 튀르키예 - 튀르키예 국민의회(Türkiye Büyük Millet Meclisi)
- 포르투갈 - (공화국 의회, Assembleia da República)
- 폴란드 - 의회(국회, Zgromadzenie Narodowe)
  - 상원(Senat)
  - 하원(sejm)
- 프랑스 - 프랑스 국회(Parlement français)
  - 상원(Sénat)
  - 하원(Assemblée nationale)

## 같이 보기
- 의사당